# See You Yesterday
See You Yesterday es una película estadounidense de ciencia ficción de 2019 dirigida por Stefon Bristol y escrita por Fredrica Bailey. La cinta, estrenada el 5 de mayo de 2019 a través de Netflix, está protagonizada por Eden Duncan-Smith, Dante Crichlow, Brian "Astro" Bradley y Johnathan Nieves.
La película está basada en un cortometraje que el mismo director creó en el año 2017 y que ganó el HBO Short Film Competition, certamen creado precisamente por la competencia de Netflix, HBO.

## Sinopsis
La película cuenta la historia de un par de estudiantes guyaneses, CJ y Sebastian, amantes de la ciencia y altamente capacitados. Los dos adolescentes, residentes del barrio East Flatbush de Brooklyn, Nueva York, necesitan crear un proyecto para la feria de ciencias que les garantice una beca para seguir sus estudios. Con el fin de conseguir el mayor impacto posible, intentan desarrollar dos máquinas del tiempo compactas para meter dentro de una mochila y poder dar un salto de un día atrás los dos juntos sin modificar nada importante para evitar efectos dañinos en su línea temporal original. Su profesor de ciencias, encarnado por el actor Michael J. Fox, quien protagonizó la saga Back to the Future, se muestra incrédulo en un principio, empleando una famosa cita que el propio actor recitó en dicha saga: «Time travel? Great Scott!», para luego advertirles de los peligros de los viajes temporales. 
Para llevar a cabo su proyecto, usan el garaje de los abuelos de Sebastian a modo de taller. Tras el fracaso de los primeros intentos de hacer funcionar sendas máquinas del tiempo, llega el primer éxito, aunque a raíz de un encontronazo en la línea temporal del pasado con dos individuos que hicieron alterar a CJ, provocando que en el próximo salto CJ fuera a buscarles con la intención de hacerles una broma que terminaría en consecuencias imprevistas para los siguientes saltos, que harían para tratar de revertir un caso de brutalidad policial que acabaría con la vida de su hermano, Calvin Walker, interpretado por el cantante Astro.

## Reparto

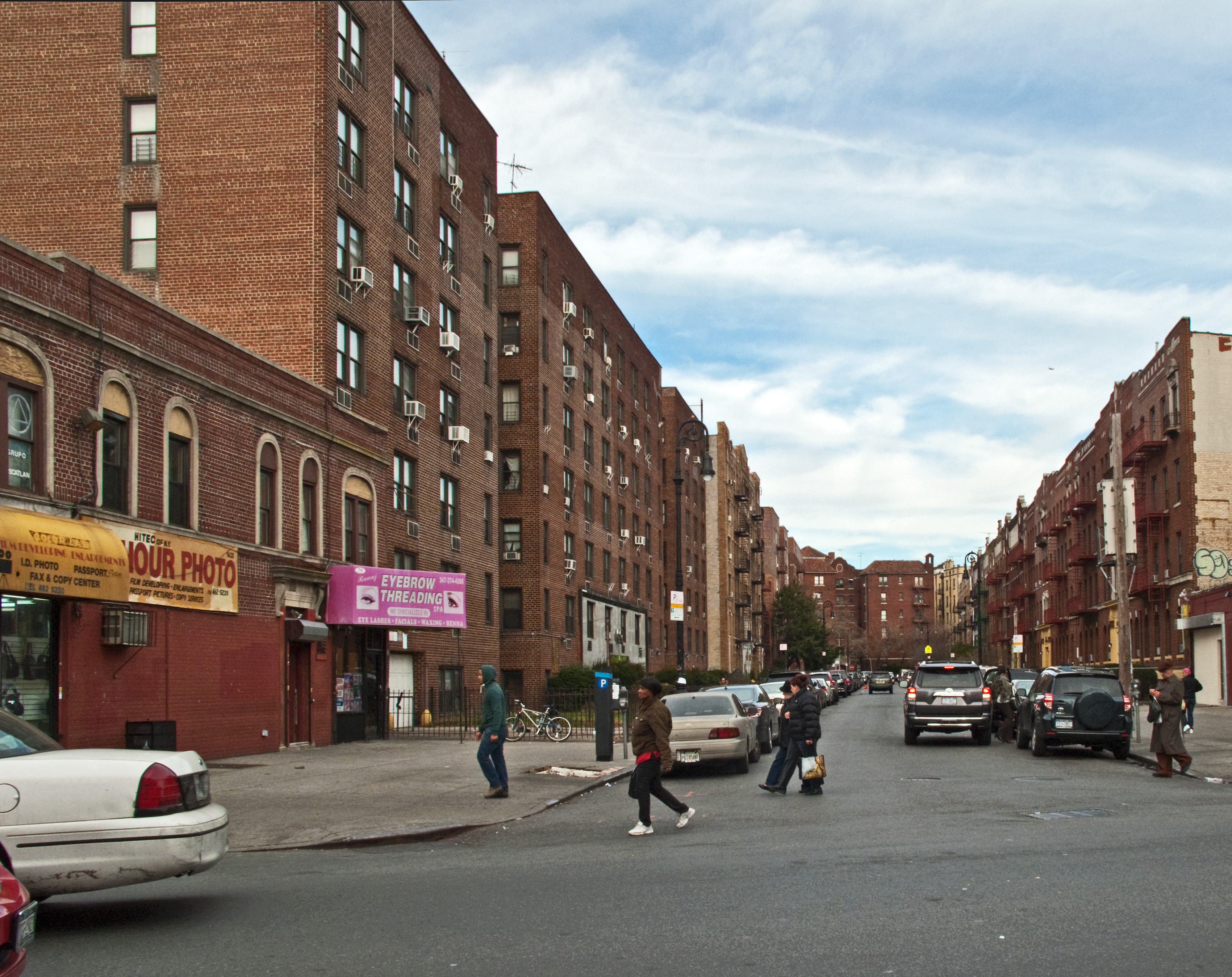
Calles del barrio de East Flatbush, Brooklyn, donde se rodó la película.

Con la idea de retratar el barrio donde el propio director pasó su infancia con la mayor realidad posible, eligió a los dos jóvenes actores Eden y Dante, interpretando a CJ y Sebastian, respectivamente, por haber crecido en el mismo barrio y por, además, haberlo hecho juntos con una gran relación de amistad que fue determinante para seleccionarlos al verlos en la audición que hicieron y llevar esa química a la pantalla.
- Eden Duncan-Smith como CJ Walker.
- Dante Crichlow como Sebastian.
- Astro como Calvin Walker.
- Johnathan Nieves como Eduardo.
- Michael J. Fox como el profesor de ciencias de CJ y Sebastian.

## Producción
El nombre del cortometraje y película hace referencia a la interjección informal inglesa "see you tomorrow", que vendría a ser "hasta mañana" o "nos vemos mañana" en español. En el título, se decidió cambiar el adverbio de tiempo "tomorrow" (mañana) por "yesterday" (ayer), para indicar los saltos del tiempo, además de ser una de las frases que dicen los protagonistas en el propio film antes de verse con sus versiones de otra línea temporal.

### Banda sonora
Aprovechando la ascendencia guyanesa de los protagonistas, la banda sonora está compuesta por música reggae.
- Tenor Saw: Bring The Alarm
- Olatunji Yearwood: Oh Yay!
- Buddy con Ty Dolla Sign: Hey Up There
- New Babylon: Reggae Revolution!

### Trasfondo
El director Stefon Bristol quiso remarcar los conflictos sociales de la época del rodaje, como los casos de brutalidad policial y racismo, sobre todo en zonas conflictivas como donde se relatan los hechos, además de reflejar la respuesta a tales actos con protestas del movimiento Black Lives Matter. 
Por otro lado, también quiso destacar la importancia de emplear personajes del mismo barrio que se parecieran a cómo era él, lejos de los estereotipos, tal y como relató: «No escucho hip-hop todo el tiempo. Nunca quise ser un jugador de baloncesto o un rapero. Era importante que los personajes tuvieran interés en la ciencia».

« It’s time for black teenage scientists and for a real discussion about police brutality. »
Es la hora de los científicos negros adolescentes y de una discusión real sobre la brutalidad policial.
Eden Duncan-Smith, 2019 (actriz)

### Locación
La película se rodó en Queens y Brooklyn, Nueva York, en 2018.